# Don Beddoe
Pour les articles homonymes, voir Beddoe.
Don Beddoe (parfois crédité Donald Beddoe) est un acteur américain, de son nom complet Donald Theophilus Beddoe, né le 1er juillet 1903 à Pittsburgh (Pennsylvanie), mort le 19 janvier 1991 à Laguna Hills (Californie).

## Biographie
Don Beddoe commence sa carrière au théâtre et joue à Broadway (New York) dans treize pièces, entre 1929 (Nigger Rich, avec Spencer Tracy) et 1944.
Au cinéma, comme second rôle de caractère (parfois non crédité), il contribue à cent-quatre-vingt-trois films américains (dont des westerns) sortis de 1937 à 1970, avant un ultime en 1984. Mentionnons L'Esclave aux mains d'or de Rouben Mamoulian (1939, avec Barbara Stanwyck et Adolphe Menjou), Deux sœurs vivaient en paix d'Irving Reis et Dore Schary (1947, avec Cary Grant, Myrna Loy et Shirley Temple), La Nuit du chasseur de Charles Laughton (1955, avec Robert Mitchum, Shelley Winters et Lillian Gish), ou encore Jack le tueur de géants de Nathan Juran (1962, avec Kerwin Mathews et Judi Meredith).
À noter également un petit rôle non crédité dans Winged Victory de George Cukor (1944), adaptation de la pièce éponyme de Moss Hart qu'il venait de jouer à Broadway (sa dernière) en 1943-1944, notamment aux côtés de Lee J. Cobb, Karl Malden et Edmond O'Brien — ceux-ci reprenant leurs rôles à l'écran —.
Pour la télévision, dès 1950, Don Beddoe participe à deux téléfilms et cent-une séries, dont Perry Mason (trois épisodes, 1957-1962), Les Mystères de l'Ouest (un épisode, 1966) et La Petite Maison dans la prairie (un épisode, 1982). Il apparaît pour la dernière fois au petit écran dans un épisode de Les Routes du paradis, diffusé en 1984.

## Théâtre à Broadway (intégrale)
- 1929 : Nigger Rich ou The Big Shot de (et mise en scène par) John McGowan, avec Helen Flint, Spencer Tracy
- 1930 : Penny Arcade de Marie Baumer, mise en scène par William Keighley, avec George Barbier, Joan Blondell, James Cagney
- 1930-1931 : The Greeks had a Word for It (it) de Zoe Akins, avec Verree Teasdale, Frederick Worlock
- 1931-1932 : Sing High, Sing Low de Murdock Pemberton et David Boehm
- 1932 : The Warrior's Husband de Julian F. Thompson, avec Romney Brent, Porter Hall, Katharine Hepburn
- 1933 : Man bites Dog de Don Lochbiler et Arthur Barton, avec Victor Kilian, Millard Mitchell, Raymond Walburn
- 1933 : The Blue Widow de Marianne Brown Waters, avec Albert Dekker, Helen Flint, Queenie Smith
- 1933 : Birthright de Richard Maibaum, mise en scène par Robert Rossen, avec Montagu Love, Edgar Stehli
- 1934-1935 : The Sky's the Limit de Pierce Johns et Hendrick Booraem, mise en scène par Sidney Salkow, avec Martin Gabel
- 1935 : Nowhere Bound de Leo Birinski, avec John Alexander
- 1935-1936 : First Lady de Katharine Dayton et George S. Kaufman, mise en scène par ce dernier
- 1937-1938 : Father Malachy's Miracle de Brian Doherty
- 1943-1944 : Winged Victory (en) de (et mise en scène par) Moss Hart, avec Alan Baxter, Red Buttons, Lee J. Cobb, Elisabeth Fraser, Karl Malden, Gary Merrill, Edmond O'Brien, George Reeves, Martin Ritt

## Filmographie partielle

### Au cinéma
- 1937 : The 13th Man (en) de William Nigh
- 1939 : My Son Is Guilty de Charles Barton
- 1939 : Ah ! quelle femme ! (There's that Woman again) d'Alexander Hall
- 1939 : L'Étonnant M. Williams (The Amazing Mister Williams) de Alexander Hall
- 1939 : La Tragédie de la forêt rouge (Romance of the Redwoods) de Charles Vidor
- 1939 : Pacific Express (Union Pacific) de Cecil B. DeMille
- 1939 : Les policiers de l'air (en) (Flying G-Men) de James W. Horne et Ray Taylor (serial)
- 1939 : L'Esclave aux mains d'or (Golden Boy) de Rouben Mamoulian
- 1939 : L'Empreinte du loup solitaire (The Lone Wolf Spy Hunt) de Peter Godfrey
- 1939 : Celui qui avait tué la mort (The Man They Could Not Hang) de Nick Grinde
- 1940 : Before I Hang de Nick Grinde
- 1940 : Blondie on a Budget de Frank R. Strayer
- 1940 : La Mariée célibataire (This Thing called Love) d'Alexander Hall
- 1940 : Escape to Glory de John Brahm
- 1940 : L'Île des damnés (Island of Doomed Men) de Charles Barton
- 1941 : Le Visage derrière le masque (The Face Behind the Mask) de Robert Florey
- 1941 : Texas de George Marshall
- 1941 : Sweetheart of the Campus d'Edward Dmytryk
- 1941 : The Blonde from Singapore d'Edward Dmytryk
- 1941 : Unholy Partners (en) de Mervyn LeRoy
- 1942 : La Justice des hommes (The Talk of the Town) de George Stevens
- 1942 : Le Château des loufoques (The Boogie Man Will Get You) de Lew Landers
- 1944 : La Victoire des ailes (Winged Victory) de George Cukor
- 1945 : Crime, Inc. (en) de Lew Landers
- 1946 : Les Plus Belles Années de notre vie (The Best Years of Our Lives) de William Wyler
- 1946 : Behind Green Lights d'Otto Brower
- 1946 : Les Héros dans l'ombre (O.S.S.) d'Irving Pichel
- 1947 : Deux sœurs vivaient en paix (The Bachelor and the Bobby-Soxer) d'Irving Reis et Dore Schary
- 1947 : Californie terre promise (California) de John Farrow
- 1947 : Le Docteur et son toubib (Welcome Stranger) d'Elliott Nugent
- 1947 : Ils ne voudront pas me croire (They won't believe Me) d'Irving Pichel
- 1947 : Deux Nigauds démobilisés (Buck Privates Come Home), de Charles Barton
- 1947 : Ils étaient quatre frères (Blaze of Noon) de John Farrow
- 1947 : Ma femme est un grand homme (The Farmer's Daughter) d'H. C. Potter

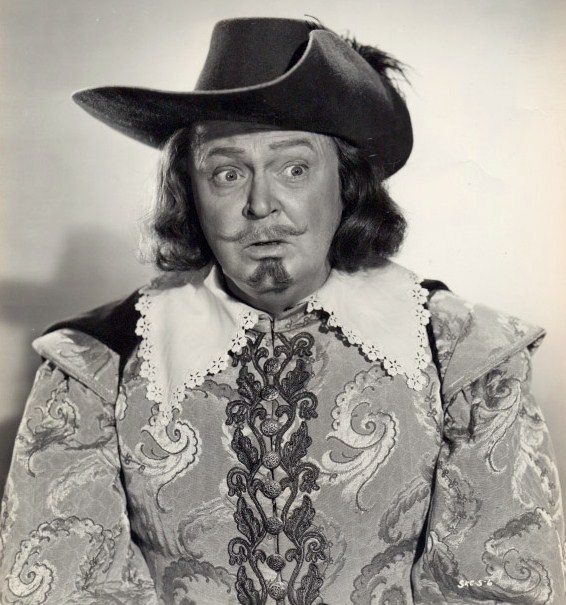
Dans Cyrano de Bergerac (1950, photo promotionnelle)

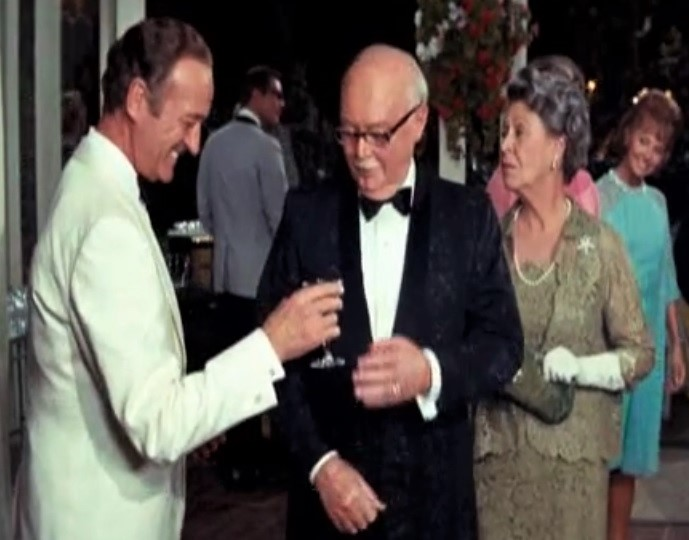
David Niven, Don Beddoe et Louise Lorimer
(de g. à d.), dans Les Années fantastiques (1968)

- 1948 : Another Part of the Forest de Michael Gordon
- 1948 : Bandits de grands chemins (Black Bart) de George Sherman
- 1949 : La Vie facile (Easy Living) de Jacques Tourneur
- 1949 : Chasse aux maris (Once More, My Darling) de Robert Montgomery
- 1949 : Chanson dans la nuit (Dancing in the Dark) d'Irving Reis
- 1949 : Une femme joue son bonheur (The Lady Gambles) de Michael Gordon
- 1949 : Le Démon du logis (Dear Wife) de Richard Haydn
- 1949 : La Vengeance des Borgia (Bride of Vengeance) de Mitchell Leisen
- 1950 : The Great Rupert d'Irving Pichel
- 1950 : Cyrano de Bergerac de Michael Gordon
- 1950 : Emergency Wedding (en) d'Edward Buzzell
- 1951 : The Racket de John Cromwell
- 1951 : La Voleuse d'amour (The Company She Keeps) de John Cromwell
- 1951 : Rendez-moi ma femme (As Young as You Feel) de Harmon Jones
- 1951 : Le Droit de tuer (The Unknown Man), de Richard Thorpe
- 1951 : La Femme à abattre (The Enforcer) de Bretaigne Windust et Raoul Walsh
- 1951 : Le Cavalier de la mort (Man in the Saddle) d'André De Toth
- 1951 : La Belle du Montana (Belle Le Grand) d'Allan Dwan
- 1952 : Cette sacrée famille (Room for One More) de Norman Taurog
- 1952 : La Maîtresse de fer (The Iron Mistress) de Gordon Douglas
- 1952 : Troublez-moi ce soir (Don't bother to knock) de Roy Ward Baker
- 1952 : Les Conquérants de Carson City (Carson City) d'André De Toth
- 1952 : Au royaume des crapules (Hoodlum Empire) de Joseph Kane
- 1952 : L'Énigme du Chicago Express (The Narrow Margin) de Richard Fleischer
- 1952 : Un amour désespéré (Carrie) de William Wyler
- 1952 : La Captive aux yeux clairs (The Big Sky) d'Howard Hawks
- 1952 : Le Bal des mauvais garçons (Stop, You're Killing Me) de Roy Del Ruth
- 1953 : Tous en scène (The Band Wagon) de Vincente Minnelli
- 1954 : Rivière sans retour (River of No Return) d'Otto Preminger
- 1954 : Une étoile est née (A Star is Born) de George Cukor
- 1955 : Les Années sauvages (The Rawhide Years) de Rudolph Maté
- 1955 : La Nuit du chasseur (The Night of the Hunter) de Charles Laughton
- 1956 : Le tueur s'est évadé (The Killer is Loose) de Budd Boetticher
- 1957 : Le Vengeur (Shoot-Out at Medicine Bend) de Richard L. Bare
- 1957 : Le Pantin brisé (The Joker is Wild) de Charles Vidor
- 1958 : La Femme au fouet (it) (Bullwhip) d'Harmon Jones
- 1959 : L'Homme aux colts d'or (Warlock) d'Edward Dmytryk
- 1962 : Jack le tueur de géants (Jack the Giant Killer) de Nathan Juran
- 1963 : Trois Filles à marier (For Love or Money) de Michael Gordon
- 1963 : Les Ranchers du Wyoming (Cattle King) de Tay Garnett
- 1965 : Le Coup de l'oreiller (A Very Special Favor) de Michael Gordon
- 1965 : Texas, nous voilà (Texas Across the River) de Michael Gordon
- 1968 : Les Années fantastiques (The Impossible Years) de Michael Gordon
- 1969 : Generation (en) de George Schaefer
- 1970 : How Do I Love Thee? de Michael Gordon

### À la télévision
(séries, sauf mention contraire)
- 1951 : The Bogus Green, téléfilm de Lew Landers
- 1954-1959 : Les Aventuriers du Far West (Death Valley Days)
  - Saison 3, épisode 4 Black Bark (1954) de Stuart E. McGowan
  - Saison 8, épisode 12 Lady of the Press (1959)
- 1955 : Mon amie Flicka (My Friend Flicka)
  - Saison unique, épisode 6 L'Accident (The Accident)
- 1955-1963 : Lassie
  - Saison 2, épisode 4 The Dog Show (1955)
  - Saison 6, épisode 1 The New Refrigerator (1959)
  - Saison 9, épisode 15 Lassie's Lonely Burden (1963)
- 1956 : Le Choix de... (Screen Directors Playhouse)
  - Saison unique, épisode 29 Partners de Tay Garnett
- 1957 : La Flèche brisée (Broken Arrow)
  - Saison 1, épisode 16 The Trial d'Albert S. Rogell et épisode 17 The Missionaries
- 1957-1962 : Perry Mason, première série
  - Saison 1, épisode 4 The Case of the Drowning Duck (1957) de William D. Russell
  - Saison 2, épisode 6 The Case of the Buried Clock (1958) de William D. Russell
  - Saison 5, épisode 17 The Case of the Captain's Coins (1962)
- 1958-1960 : Sugarfoot
  - Saison 2, épisode 2 Brink of Fear (1958) de Leslie H. Martinson
  - Saison 3, épisode 9 Journey to Provision (1960) de James V. Kern
- 1958-1961 : Maverick
  - Saison 1, épisode 17 Rope of Cards (1958) de Richard L. Bare
  - Saison 4, épisode 12 Kiz (1960) de Robert Douglas et épisode 27 Triple Indemnity (1961) de Leslie H. Martinson
- 1958-1965 : La Grande Caravane (Wagon Train)
  - Saison 1, épisode 24 The Bernal Sierra Story (1958) de David Butler
  - Saison 8, épisode 23 The Katy Piper Story (1965) de Joseph Pevney
- 1959 : Zorro
  - Saison 2, épisode 25 Le Chien des Sierras (The Hound of the Sierras)
- 1959-1962 : Cheyenne
  - Saison 4, épisode 4 Trial by Conscience (1959)
  - Saison 7, épisode 4 Man Alone (1962) de Robert Sparr
- 1960 : Alfred Hitchcock présente (Alfred Hitchcock presents)
  - Saison 5, épisode 27 La Pendule à coucou (The Cuckoo Clock) de John Brahm
- 1960 : Route 66 (titre original)
  - Saison 1, épisode 6 Ten Drops of Water
- 1960-1962 : Laramie
  - Saison 2, épisode 9 License to Kill (1960) et épisode 12 Duel at Parkinson Town (1960)
  - Saison 3, épisode 18 Confederate Express (1962) de Lesley Selander
- 1961 : Ombres sur le soleil (Follow the Sun)
  - Saison unique, épisode 6 Busman's Holiday
- 1962 : Le Gant de velours (The New Breed)
  - Saison unique, épisode 27 Echoes of Hate de Joseph Pevney
- 1962 : Bonanza
  - Saison 4, épisode 1 The First Born de Don McDougall
- 1962-1964 : Rawhide
  - Saison 4, épisode 15 Incident of the Peddler (1962) de László Benedek
  - Saison 6, épisode 15 Incident of the Rusty Shotgun (1964) de Ted Post
- 1965 : Kilroy (téléfilm)
- 1965 : Gunsmoke ou Police des plaines (Gunsmoke ou Marshal Dillon)
  - Saison 10, épisode 17 Deputy Festus
- 1966 : Les Mystères de l'Ouest (The Wild Wild West)
  - Saison 1, épisode 24 La Nuit du magicien (The Night of the Druid's Blood) de Ralph Senensky
- 1966 : L'Extravagante Lucie (The Lucy Show)
  - Saison 5, épisode 5 Lucy and the Ring-a-Ding Ring
- 1967 : Laredo
  - Saison 2, épisode 24 Like One of the Family de Robert Gist
- 1967 : Ma sorcière bien-aimée (Bewitched)
  - Saison 4, épisode 16 Le Père Noël s'en mêle (Humbug not to be spoken Here) de William Asher
- 1970 : Mannix
  - Saison 3, épisode 25 Tragique samedi (Once Upon a Saturday)
- 1970 : Le Virginien (The Virginian)
  - Saison 9, épisode 7 Crooked Corner
- 1977 : Our Town, téléfilm de George Schaefer
- 1982 : La Petite Maison dans la prairie (Little House on the Prairie)
  - Saison 8, épisode 22 Il n'avait que douze ans, 2e partie (He was only Twelve, Part II) de Michael Landon
- 1984 : Les Routes du paradis (Highway to Heaven)
  - Saison 1, épisode 13 On connaît la chanson (Another Song for Christmas) de Michael Landon